# Henri Vascout
Henri Vascout, né en 1886 et mort en 1936, est un footballeur international français.

## Biographie
Son poste de prédilection est milieu de terrain. Il compte sept sélections en équipe de France de football, 
- Angleterre amateur-France stade Goldstone Ground à Brighton en 1910,
- Italie-France à Milan stade Arena Civica en 1910,
- France-Angleterre amateur au Stade de Paris à Saint-Ouen en 1911,
- France-Italie au Stade de Paris à Saint-Ouen en 1911,
- Suisse-France au Parc des Sports de Genève en 1911,
- Belgique-France au stade Vorstraat à Bruxelles en 1911,
- Luxembourg-France au stade Racing club à Luxembourg en 1911

### Clubs successifs
- CA Vitry

### Carrière
Sociétaire du CA Vitry, Henri bénéficia, pour sa première sélection, de toutes les attentions. L'entourage de l'équipe de France ayant décidé de bien gérer le déplacement de Brighton, la jeune troupe arriva sur place la veille du match et put dormir à l'hôtel. Toutes ces précautions n'empêchèrent pas la France de subir un affront, mais une autre sélection française s'étant fait étriller quelques jours auparavant en Angleterre (11-0), la pilule parut finalement moins amère. Henri resta en place et tenta de faire bonne figure dans ces années de plomb pour le football français.

## Palmarès
- Champion de France FCAF en 1910
- Finaliste du Trophée de France 1910